# Смерть Сократа (Шевченко)
Смерть Сократа — малюнок Тараса Шевченка виконаний ним в 1837 році в Санкт-Петербурзі. Один з малюнків на історичну тематику створених під час навчання у художника Василя Ширяєва. Вважається найбільш досконалим з усіх малюнків Шевченка створених у цей період. На малюнку зображено засудженого на смерть Сократа у в'язниці, який, тримаючи в руці келих з отрутою, звертається з промовою до своїх учнів. Дослідники відмічали в малюнку Шевченка майстерну роботу зі світлом та впевненість у рисунку та групуванні постатей.
Малюнок був подарований художником Василю Жуковському і довгий час зберігався у приватних колекціях в Європі, а потім у Пушкінському Домі в Ленінграді. У 1930 році переданий до Інституту Тараса Шевченка, потім зберігався в різних українських установах доки в 1948 році не увійшов до складу фондів Державного музею Тараса Шевченка. Починаючи з 1930 року, малюнок неодноразово експонувався на різних виставках.

## Історія малюнку
Малюнок був створений Тарасом Шевченком у 1837 році в Санкт-Петербурзі, під час навчання у художника Василя Ширяєва. Останній навчав своїх учнів не тільки техніці інтер'єрного розпису, але й малювати роботи на античну та міфологічну тематику в академічному стилі. Під час навчання у Ширяєва, Шевченко створив низку «складних багатофігурних композицій» на античну тематику, «значно досконалішим» з яких вважається малюнок Сократа. За іншою версією, Шевченко створив малюнок під час навчання на класах Товариства заохочення художників.
Разом з кількома іншими роботами 1835—1837 років, малюнок був подарований художником своєму товаришу, поету Василю Жуковському. Останній у 1841 році покинув Російську імперію і вивіз малюнки до Європи. По смерті Жуковського, його син Павло передав частину батьківської колекції, разом з малюнком Сократа, колекціонеру Олександру Онєгіну, який заповів своє зібрання Російській академії наук. З 1928 року малюнок увійшов до фондів Пушкінського Дому, через два роки його передали до Інституту Тараса Шевченка у Харкові. Потім послідовно зберігався у Галереї картин Тараса Шевченка (1932) та Центральному музеї Тараса Шевченка (1940). Після реорганізації музею, у 1948 році, малюнок зберігається у Державному музеї Тараса Шевченка (з 1991 року Національний музей Тараса Шевченка) під інвентарним номером г-316. Стан задовільний.
Малюнок виконаний тушшю і розфарбований акварельними фарбами на листі паперу розмірами 24,5 × 32,3 сантиметра. У його лівому нижньому куті є авторський напис зроблений тушшю: 1837. Шевченко. Він вперше згадується у виданні «Пушкинский дом. Выставка собраний А. Ф. Онегина» (1930). Хоча ще у виданому в 1886 році «Указателе Радищевского музея в Саратове» під помилковою назвою «Смерть Сократа» згадувався інший малюнок Шевченка — «Александр Македонський виявляє довіру своєму лікареві Філіппу». Мистецтвознавець Олексій Новицький включив малюнок «Смерть Сократа» до восьмого тому Повного зібрання творів Шевченка (1932), де він був вперше репродукований та прокоментований.

## Сюжет малюнка
На малюнку зображено сцену страти давньогрецького філософа Сократа. Він був засуджений до смерті судом за «небезпечну для афінської демократії діяльність». Хоча друзі пропонували йому втекти, філософ вирішив прийняти покарання і випити отруту виготовлену з цикути. Останні години життя філософ провів у в'язниці оточений своїми учнями. Дослідник Дмитро Степовик відносить «Смерть Сократа» до серії з п'яти малюнків Шевченка зображуючих смерть відомих історичних персонажів. Літературознавець Станіслав Росовецький пов'язував тематику смерті в цих малюнках Шевченка «юнацьким потягом до Танатосу», спричиненим депресією художника через тривалі відстрочки щодо його викупу з кріпацтва.
Малюнок написаний у академічному стилі, однак у ньому художник відходить від стандартної площинної побудови планів і будує композицію діагонально краю аркуша. Шевченко зобразив Сократа читаючого останню промову учням тримаючи у лівій руці келих з отрутою. Права ж рука філософа піднята вгору, нібито цим жестом підтвержуючи сказане. Дослідники відмічають роботу зі світлом, Шевченку майстерно використав одразу три його джерела: відчинені двері, заґратовані вікна та світильник. Завдяки цьому центральна частина малюнка гарно освітлена, виділяючи фігуру Сократа.  Дмитро Степовик звертав увагу на добру роботу Шевченка над переходами від світла до тіні, що він використовував, як плавні та і різкі сполучення. Хоча на малюнку зображено багато рухів та драматизму, фігури залишаються сухими. У порівнянні з іншими історичними працями Шевченка, роботі художника характерна більша впевненість у рисунку та групуванні постатей. Цей малюнок вважається найбільш досконалим з усіх історичних композицій художника, своєрідним підсумком у роботі над традиційними академічними композиціями на історичну тему.
На думку дослідника Миколи Бурачека, малюнок міг бути перерисований з гравюр, які перебували у власності Василя Ширяєва. Шевченкознавець Ірина Веріківська вказувала, що у 1836 році на Академічній виставці експонувалася однойменна картина художника Петра Шамшина.
Окрім малюнка, Шевченко неодноразово звертався до образа Сократа у своїх поетичних та прозових творах. Його ім'я міститься у чорнових варіантах поеми «Княжна», у вірші «N. N. (О думи мої! О славо злая!)» поет називає філософа «греком добрим». У повісті «Капітанша», автор згадує Сократа як природного мудреця, а у повісті «Художник» згадує нещасливе сімейне життя філософа.

## Участь у виставках
Виставки на яких експонувався малюнок:
- Виставка зібрань О. Ф. Онегіна. Ленінград. 1930
- Шевченківська виставка. Харків. 1930
- Ювілейна Шевченківська виставка. Київ — Москва. 1964